# 聖母子と四人の天使
『聖母子と四人の天使』（せいぼしとよにんのてんし, 蘭: Maagd en Kind met Vier Engelen, 英: Virgin and Child with Four Angels）は、北方ルネサンス期の初期フランドル派の画家ヘラルト・ダヴィトが1510年から1515年に制作した絵画である。油彩。幼児のキリストを抱く聖母マリアを描いた作品で、聖母マリアは両側に配置された2人の奏楽天使が演奏する音楽に伴われて、頭上を飛翔する2人の天使によって天の女王に即位している。その細かなディテールと豊かな色彩は、ダヴィトと後期フランドルの芸術に典型的なものである。
本作品は特に聖母マリアと幼児キリストの造形において、ヤン・ファン・エイクの『泉の聖母』（Madonna bij de fontein）の影響を強く受けている。しかし、ダヴィトは絵画空間の拡大、2人の奏楽天使の追加、および遠方にブルッヘの風景を望む同時代的な舞台設定における場面配置を含む、多くの重要な変更を導入している。ヤン・ファン・エイクの板絵はビザンチン美術の慣習から大きく影響を受けており、おそらくそれ自体が特定の作品を混合したものであった。それでも、この作品は聖母と幼児キリストを人間化している点でルネサンス中期を示している。初期の作品では、聖母子の姿は遠く離れた神として表現されていた。ダヴィトの板絵においては、聖母子は完全に人間として描かれており、愛情深く絆のある母と息子として認識できる。
ダヴィトは絵画の柱に「IHESVS [RE]DEMPT[OR]」すなわち「救い主イエス」という言葉を記している。1977年に個人コレクションから寄贈されて以来、ニューヨークのメトロポリタン美術館に所蔵されている。

## 作品
個人的な信仰心のために描かれた作品で、幼児のイエス・キリストを抱いた聖母マリアの全身像を描いている。聖母子は4人の天使に囲まれている。聖母マリアの頭上に配置された 2人の天使は大きな色鮮やかな翼で美しさを引き立てられ、黄金の王冠を持っており、天国の女王としての聖母の役割を象徴している。大きな翼を持つ別の2人の天使は、それぞれハープとリュートを演奏しながら聖母の両側に座っている。戴冠の場面は同時代のブルッヘの風景を背に、聖母の純粋さと純潔を表す壁に囲まれた庭園のゴシック様式のアーチの下で挙行されている。
精密かつ洗練された画風で板に描かれた本作品は、非常に生き生きときめ細かく描かれている。聖母の長くカールした金髪は、非常に薄い筆遣いで精巧に細かく描かれている。彼女はドレスのトリムに微細に織り込まれた金糸の編み目が並んでいる、重々しく折り畳まれた赤いガウンを着ている。イエスを包む白いおくるみは幾分下に折り重なりながら垂直に垂れ下がり、その線は聖母のドレスの折り目に連続して重なっている。左右の天使はそれぞれ濃い緑と水色のローブを着ている。

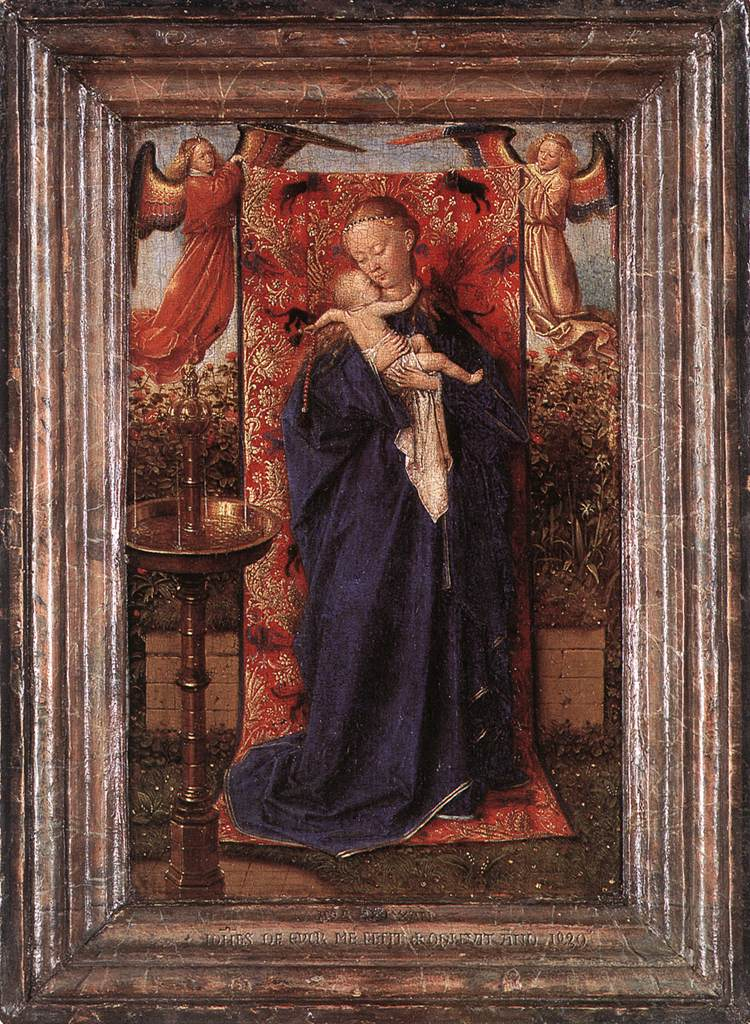
ヤン・ファン・エイクの『泉の聖母』。1439年。天使たちが持っている名誉の布は本作品では黄金の王冠に置き換えられている。アントワープ王立美術館所蔵。

すべての人物像は当時の芸術の典型として高度に理想化されている。自然主義はこの作品ではたがいに釣り合いの取れていない細長い人物のために放棄されている。聖母は、自然ではなく、極めて優美で、天国のような存在感を加味した天使たちよりも（ヤン・ファン・エイクほどではないにせよ）はるかに大きい。人物の視線はいずれも鑑賞者からそらされている。その中で幼児イエスだけが鑑賞者を直接見ている。作品は非常に対称的である。中央の聖母子像は、両側に配置された2組の天使によってバランスが取られている。幼児イエスは画面中央を占めている。庭園は聖母の両側に見られる小道の線によって、画面右の遠景にある教会は画面左端の丘によってバランスが取られている。 
庭園の向こうの街並みには、ブルッヘの聖ヤコブ教会と聖母教会が見える。画面左の背景で庭園の壁のそばに配置されたカルトジオ会修道士の姿は、本作品がブルッヘ郊外のシント＝クライスにあるジェナダル修道院のメンバーによって依頼された可能性があることを示している。絵画は原因不明の理由でばらばらになった三連祭壇画、あるいは小さな翼のある祭壇画の中央パネルであった可能性がある。聖母の上のアーチ状の入口は三位一体と関連して両翼のパネルに伸びていると推測されている。
1500年代初頭、ヤン・ファン・エイクの影響力は絶頂期にあり、ダヴィトはヤン・ファン・エイクの晩年の作品『泉の聖母』に大きく依拠して本作品を制作した。個人的な礼拝で用いる祈りの絵画の人気と需要により、多くの聖書の場面やあるいは図像の形式が標準化され、特に元となる絵画自体が商業的に成功した場合、しばしば以前の画家の作品から複製された。そしてこのタイプの板絵は、市場の最高額で発注されていただろう。実際にジャーニーマンやギルド見習いは、ほぼ複製である複数のバージョンを作成して、それらを在庫に保持し、美術市場で販売した。1510年から1515年頃の作品で、現在はベルギーの個人コレクションの一部となっている彼の聖母子はまた、アードリアン・イーゼンブラントの絵画に基づく、ほぼ同一の3点のヴァリアントのうちの1つである。
ダヴィトはヤン・ファン・エイクにさらに2人の奏楽天使を追加し、人物たちを現代でも認識できる同時代的な場所に配置した。聖母子の姿は、聖母のドレスの垂直方向の折り目から、幼児キリストの両膝の角度と、聖母の肩に届く左腕、もう一方の母親の首に届くように上げられた右腕に至るまでほぼ同じである。ヤン・ファン・エイクの作品はビザンチン美術のイコンの影響を受けており、この影響はダヴィトの作品にも引き継がれている。すなわち両作品の幼児キリストの奇妙なポーズは11世紀後半から12世紀にかけてのビザンチン美術のイコンに見られるものであり、その15世紀の修正されたバージョンが当時の交易を通じてフランドルに到達した可能性が示唆されている。美術史家マリアン・エインズワースは、本作品を「尊敬されているイコンを崇拝するためのイコン祈りの対象」と表現し、ビザンチン美術の影響がヤン・ファン・エイクから「滴り落ちた」と信じている。しかし、モントリオールのノートルダム・デ・グラースやナポリのサンタ・マリア・デル・カルミネ教会のフレスコ画など、ポーズと形の類似性に基づく提案がなされているものの、『泉の聖母』の基礎を形成したイコンは特定されていない。ヘラルドはビザンチン美術とは非常に異なる聖母の表現を提示している。彼女は遠く離れた象徴的な神ではなく、より人間である。

## 来歴
絵画の来歴は不明である。1940年頃までにはマドリードの個人コレクションにあった絵画は、同じくマドリードのアベラルド・リナレス株式会社（Abelardo Linares S.A.）に売却された。これを1962年に購入したのは、アメリカ合衆国の実業家チャールズ・ビエラー・ライツマンであった。その後、チャールズ・ビエラー・ライツマン、ジェーン・ライツマン夫妻は1977年に絵画をメトロポリタン美術館に寄贈。絵画は世界で最も多くのヘラルト・ダヴィトの作品を所蔵するメトロポリタン美術館の絵画コレクションの一部を形成している。

## ギャラリー

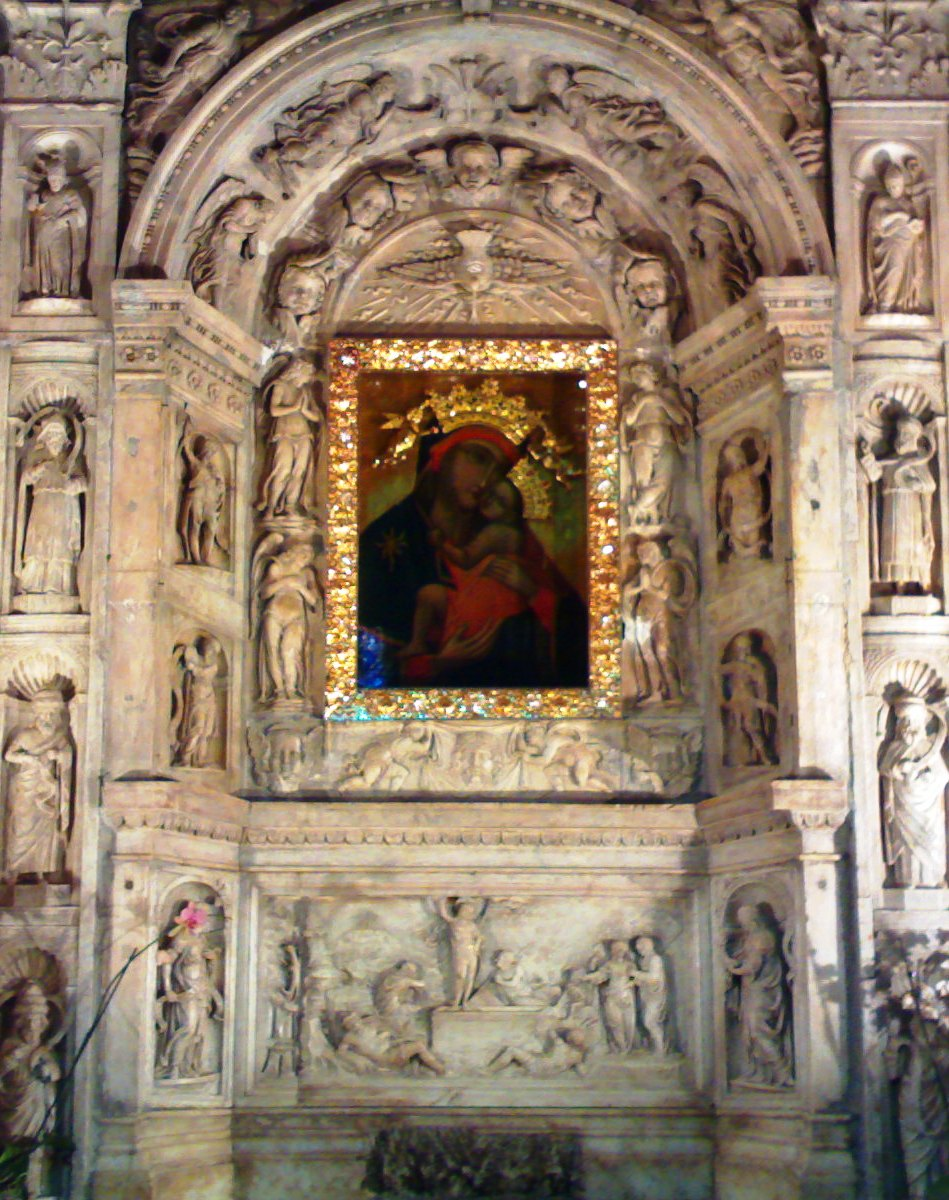
『ブルーナの聖母』。ヤン・ファン・エイクの『泉の聖母』の図像的源泉である可能性が指摘されている[6]。サンタ・マリア・デル・カルミネ教会（英語版）所蔵
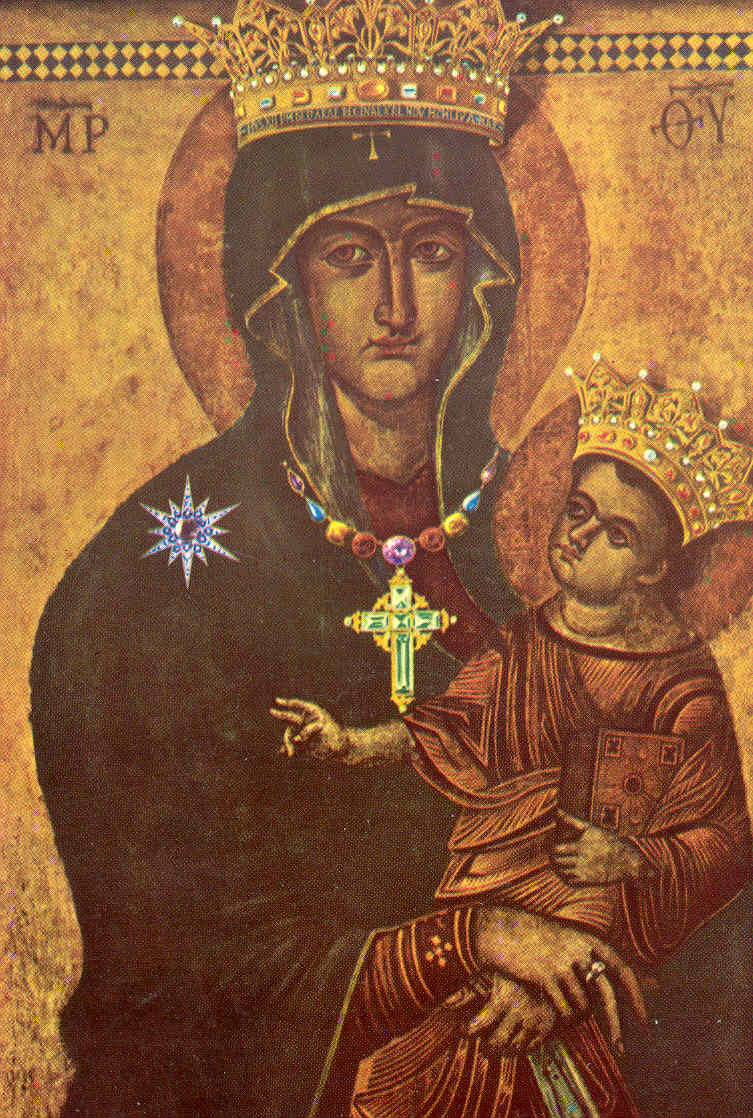
聖母子のビザンチンのイコン『サルス・ポプリ・ロマーニ』1240年以前 サンタ・マリア・マッジョーレ大聖堂所蔵
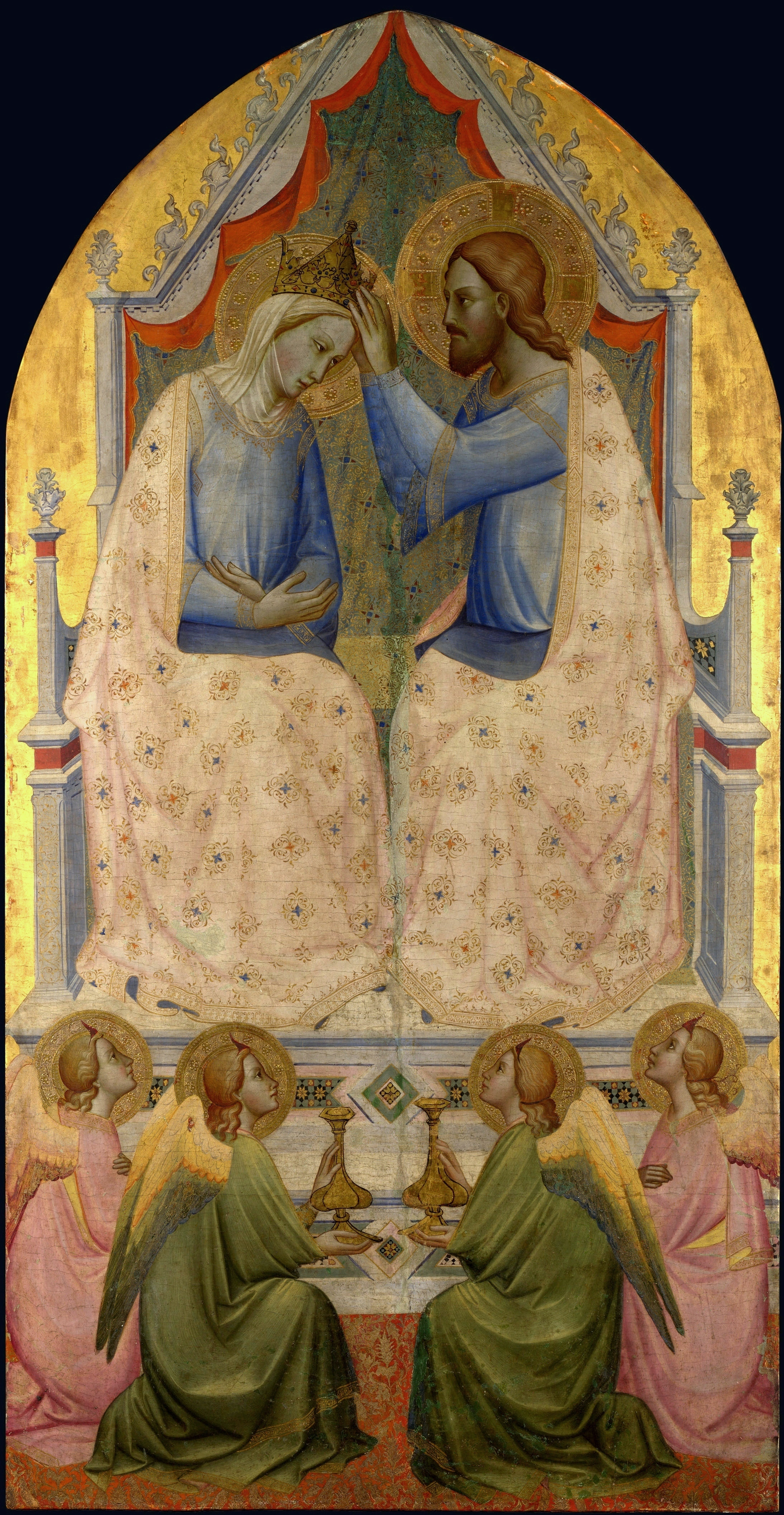
アーニョロ・ガッディ『聖母戴冠』 14世紀 ロンドン・ナショナル・ギャラリー所蔵

絵画に描かれた場所

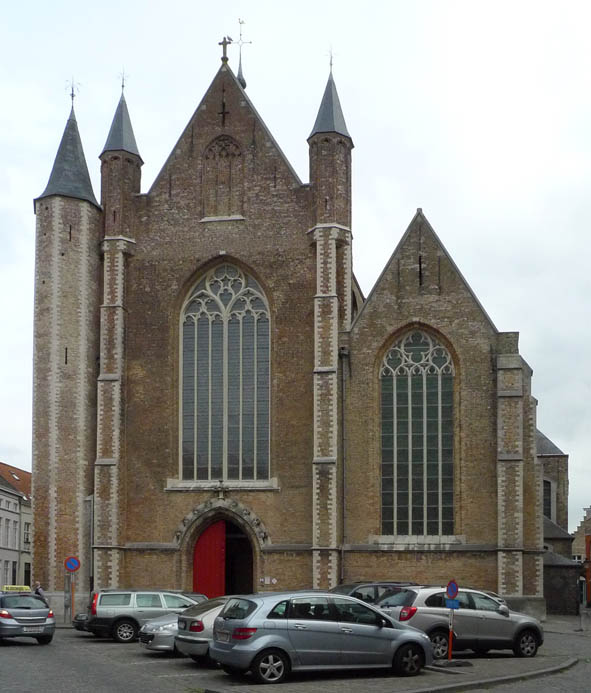
ブルッヘの聖ヤコブ教会（英語版）
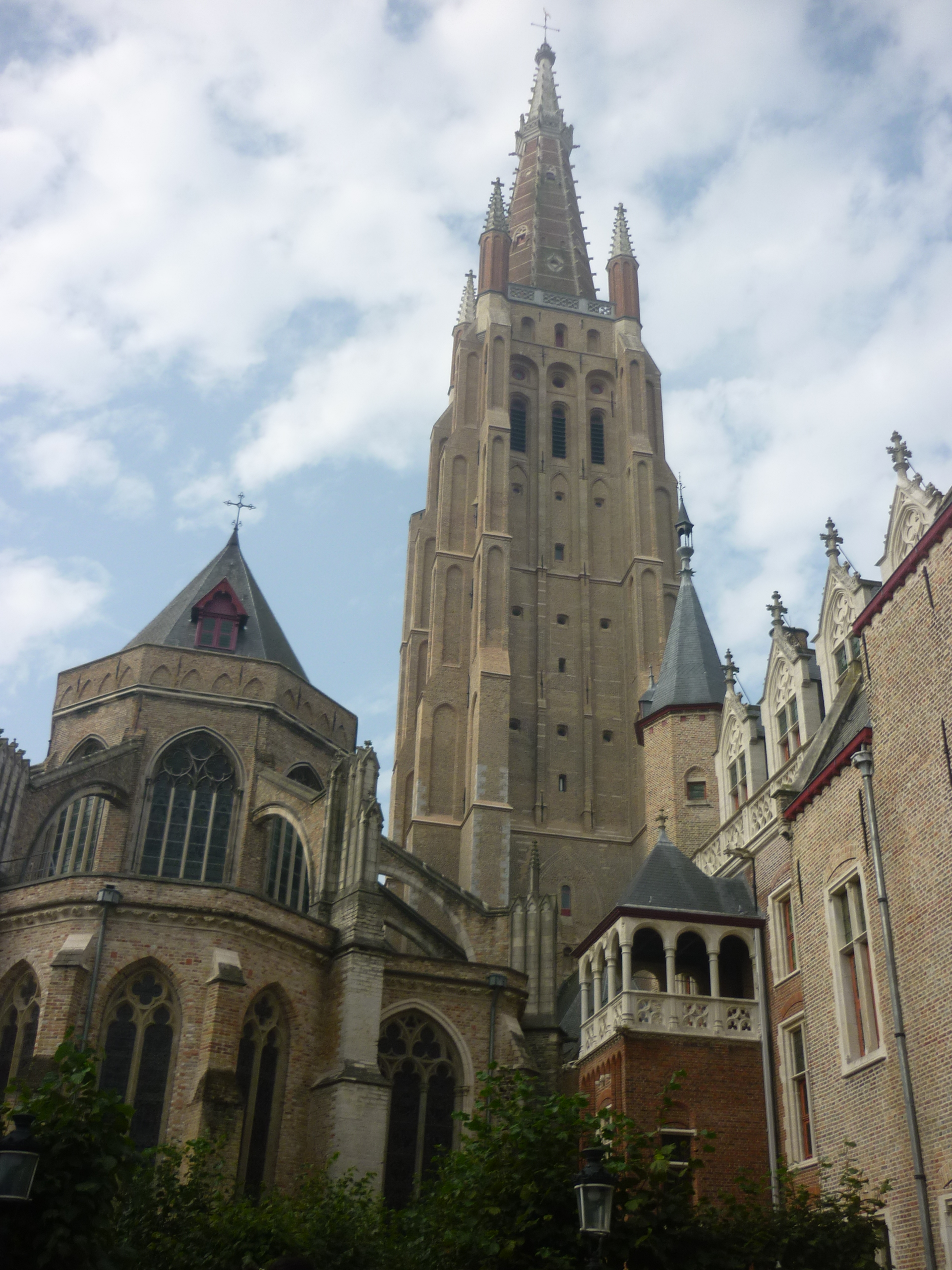
同じくブルッヘの聖母教会